# فلورين براتو
فلورين براتو (بالرومانية: Florin Bratu)‏ (2 يناير 1980 ببوخارست في رومانيا - ) هو مدرب كرة قدم ولاعب كرة قدم روماني في مركز الهجوم. شارك مع منتخب رومانيا لكرة القدم. أما مع النوادي، فقد لعب مع دينامو بوخارست ورابيد بوخارست وغلطة سراي ونادي فالينسيان ونادي ليتكس لوفتش ونادي نانت وTractorul Brașov ‏ وغلوريا بيستريتسا ‏ وCS Gaz Metan Mediaș ‏.

## وصلات خارجية
- فلورين براتو على موقع الاتحاد الدولي (مؤرشف)  (الإنجليزية)
- فلورين براتو على موقع الاتحاد الأوربي (الإنجليزية)
- فلورين براتو على موقع اتحاد تركيا (لاعب) (الإنجليزية)
- فلورين براتو على موقع قاعدة بيانات كرة القدم.إي يو (الإنجليزية)
- فلورين براتو على موقع ليكيب (الفرنسية)
- فلورين براتو على موقع ناشيونال فوتبول تيمز (الإنجليزية)
- فلورين براتو على موقع Soccerway.com (الإنجليزية)
- فلورين براتو على موقع عالم كرة القدم.نت (الإنجليزية)